# Teoria dos Conjuntos Kripke-Platek
Os Axiomas de Kripke-Platek da Teoria dos Conjuntos (KP), pronunciado /ˈkrɪpki ˈplɑːtɛk/, é um sistema da teoria axiomática dos conjuntos, baseado nas ideias de Saul Kripke (1964) e Richard Platek (1966).
KP é mais fraco que a teoria dos conjuntos de Zermelo–Fraenkel (ZFC). Diferentemente de ZFC, KP não inclui o axioma da potência (ou axioma do conjunto das partes), e KP inclui somente formas limitadas do axioma da separação e do axioma da substituição de ZFC.  Essas restrições nos axiomas de KP levam a conexões íntimas entre KP, teoria da recursão generalizada, e a teoria dos ordinais admissíveis.

## Os axiomas de KP
- Axioma da extensão: Dois conjuntos são o mesmo se e somente se eles têm os mesmos elementos.
- Axioma da indução: Seja φ(a) uma fórmula, se para todos os conjuntos x - a suposição de que φ(y) vale para todos os elementos y de x - acarreta que φ(x) vale, então φ(x) vale para todos os conjuntos x.
- Axioma do conjunto vazio: Existe um conjunto sem nenhum membro, chamado de conjunto vazio e denotado por {}. (Nota: a existência de um membro no universo do discurso, i. e., ∃x(x=x), é implícita em algumas formulações[1] da lógica de primeira ordem, em cada caso o axioma do conjunto vazio segue do axioma da separação, e vice-versa.)
- Axioma do par: Se x, y são conjuntos, então também o é {x, y}, um conjunto contendo x e y como seus únicos elementos.
- Axioma da união: Para qualquer conjunto x, há um conjunto y tal que os elementos de y são precisamente os elementos dos elementos de x.
- Axioma da Σ0-separação: Dado qualquer conjunto e qualquer fórmula Σ0 φ(x), existe um subconjunto do conjunto original contendo precisamente os elementos x para os quais φ(x) vale. (Este é um esquema de axioma.)
- Axioma da Σ0-coleção: Dada qualquer fórmula Σ0 φ(x, y), se para todo conjunto x existe um conjunto y tal que φ(x, y) vale, então para todos os conjuntos u existe um conjunto v tal que para todo x em u há um y em v tal que φ(x, y) vale.

Uma fórmula Σ0, ou Π0, ou Δ0 é uma fórmula em que todos os quantificadores são limitados. Isto significa que qualquer quantificação é da forma {\displaystyle \forall u\in v} ou {\displaystyle \exists u\in v.}  (Geralmente, é dito que uma fórmula é Σn+1 quando ela é obtida pela adição de quantificadores universais na frente de uma fórmula Πn, e que é Πn+1 quando é obtida pela adição de quantificadores universais na frente de uma fórmula Σn: isto está relacionado à hierarquia aritmética mas no contexto da teoria dos conjuntos.)
Esses axiomas diferenciam de ZFC tanto que eles excluem os axiomas de: infinidade, conjunto-potência, e escolha. Também os axiomas de separação e coleção aqui são mais fracos que os axiomas correspondentes em ZFC porque as fórmulas φ usadas nesses são limitadas somente a quantificadores delimitados.
O axioma da indução em KP é mais forte que o axioma da regularidade usual (o qual aplica a indução ao complemento de um conjunto (a classe de todos os conjuntos que não estão no conjunto dado)).

## Prova de que produtos Cartesianos existem
Teorema:  Se A e B são conjuntos, então existe um conjunto A×B que consiste de todos os pares ordenados (a, b) de elementos a de A e b de B.
Prova: {a} = {a, a} existe pelo axioma do par. {a, b} existe pelo axioma do par. Então (a, b) = { {a}, {a, b} } existe pelo axioma do par.
Se p é suposto representar (a, b), então uma fórmula Δ0 que expressa isso é:
{\displaystyle \exists r\in p(a\in r\land \forall x\in r(x=a))\land \exists s\in p(a\in s\land b\in s\land \forall x\in s(x=a\lor x=b))} and {\displaystyle \forall t\in p((a\in t\land \forall x\in t(x=a))\lor (a\in t\land b\in t\land \forall x\in t(x=a\lor x=b))).}
Além disso um superconjunto de A×{b} = {(a, b) | a em A} existe pelo axioma da coleção.
Abrevie a fórmula acima por {\displaystyle \psi (a,b,p)\!.}  Então {\displaystyle \exists a\in A\psi (a,b,p)} é Δ0.  Além disso A×{b} existe pelo axioma da separação.
Se v é suposto representar A×{b}, então uma fórmula Δ0 que expressa isso é:
{\displaystyle \forall a\in A\exists p\in v\psi (a,b,p)\land \forall p\in v\exists a\in A\psi (a,b,p).}
Além disso um superconjunto de {A×{b} | b in B} existe pelo axioma da coleção.
Colocando {\displaystyle \exists b\in B} na frente desta última fórmula nós obtemos do axioma da separação que o conjunto {A×{b} | b in B} existe.
Finalmente, A×B = {\displaystyle \cup }{A×{b} | b em B} existe pelo axioma da união. CQD.

## Conjuntos Admissíveis
Um conjunto {\displaystyle A\,} é chamado admissível se ele é transitivo e {\displaystyle \langle A,\in \rangle } é um modelo da teoria dos conjuntos de Kripke-Platek.
Um número ordinal α é chamado um ordinal admissível se Lα é um conjunto admissível.
O ordinal α é um ordinal admissível se e somente se α é um ordinal limite e não existe um γ<α para o qual há um Σ1(Lα) mapeando de γ para α. Se M é um modelo canônico de KP, então o conjunto de ordinais em M é um ordinal admissível.
Se Lα é um modelo padrão da teoria dos conjuntos de KP sem o axioma da  Σ0-coleção então ele é dito ser um  "conjunto manuseável".